# São Francisco do Guaporé
São Francisco do Guaporé là một đô thị thuộc bang Rondônia, Brasil. Đô thị này có diện tích 4747 km², dân số năm 2007 là 15710 người, mật độ 3,31 người/km².